# Trec de la Greffière
Der Trec de la Greffière (abschnittsweise auch nur Trec genannt) ist ein Fluss in Frankreich, der im Département Lot-et-Garonne in der Region Nouvelle-Aquitaine verläuft. Er entspringt beim Weiler La Greffière im Gemeindegebiet von Montignac-Toupinerie, entwässert zunächst in südwestlicher Richtung und erreicht bei Saint-Pardoux-du-Breuil das Garonne-Tal. Hier schwenkt er auf Nordwest und mündet nach insgesamt rund 26 Kilometern am südlichen Stadtrand von Marmande als rechter Nebenfluss in die Garonne.

## Orte am Fluss
(Reihenfolge in Fließrichtung)
- Puymiclan
- Birac-sur-Trec
- Saint-Pardoux-du-Breuil
- Marmande